# Giorgi Bagaturow
Giorgi Bagaturow (ur. 28 listopada 1964) – gruziński szachista, arcymistrz od 1999 roku.

## Kariera szachowa
W 1989 r. zwyciężył w mistrzostwach GSRR. Sukcesy międzynarodowe zaczął odnosić po rozpadzie Związku Radzieckiego. W 1992 r. zwyciężył w dwóch otwartych turniejach rozegranych w Ostrawie i Starym Mieście, w 1993 r. podzielił II m. (za Symbatem Lyputianem, wspólnie z Tigranem Nalbandjanem) w turnieju strefowym (eliminacji mistrzostw świata) w Protwinie, natomiast w 1994 r. podzielił I m. (wspólnie z Jiřím Štočkiem) w Brnie (turniej C) oraz wystąpił w turnieju międzystrefowym w Biel/Bienne, zajmując jedno z ostatnich miejsc.
Najlepszym okresem w jego karierze była druga połowa lat 90. XX wieku. W 1995 i 1999 r. zdobył złote medale indywidualnych mistrzostw Gruzji. W 1998 r. reprezentował swój kraj na szachowej olimpiadzie w Eliście, a rok później – na drużynowych mistrzostwach Europy w Batumi. W 1996 r. zwyciężył w Böblingen (wspólnie z Lwem Gutmanem, Klausem Bischoffem, Karenem Mowsesjanem i Rustemem Dautowem), w 1997 r. podzielił I m. w m (wspólnie z Aleksandrem Morozem i Stanisławem Sawczenko) oraz podzielił II m. w Schwäbisch Gmünd (za Siergiejem Kaliniczewem, wspólnie z Weresławem Eingornem, Alexandre Dgebuadze, Konstantinem Lernerem i Karlem-Heinzem Podzielnym), natomiast w 1999 r. podzielił II m. w Vlissingen (za Alberto Davidem, wspólnie z m.in. Rafaelem Waganjanem, Władimirem Bakłanem i Michaiłem Gurewiczem).
Sukcesy w kolejnych latach:
- dz. I m. w Chanii (2000, wspólnie z Maksimem Turowem),
- dz. I m. w Patras (2000, wspólnie z Siergiejem Owsiejewiczem),
- dz. II m. w Arco (2000, za Władimirem Tukmakowem, wspólnie z Romanem Slobodjanem, Zvulonem Gofshteinem, Wencisławem Inkiowem i Stefanem Djuriciem),
- dz. II m. w Porto San Giorgio (2001, za Igorem Glekiem, wspólnie z Ivanem Zają i Viorelem Iordăchescu),
- dz. I m. w Moskwie (2004, turniej Aerofłot Open-B, wspólnie z m.in. Dżakajem Dżakajewem i Dawidem Arutinianem),
- I m. w Augsburgu (2005),
- dz. I m. w Adenie (2005, wspólnie z m.in. Mohamedem Tissirem, Mortezą Mahjoobem i Slimem Belkhodją),
- dz. II m. w Tbilisi (2005, za Dawidem Arutinianem, wspólnie z m.in. Tornike Sanikidze),
- dz. I m. w Adanie (2006, wspólnie z m.in. Micheilem Mczedliszwilim i Walerianem Gaprindaszwilim),
- dz. I m. w La Fère (2006, wspólnie z Hugo Tirardem),
- dz. II m. we Frankfurcie (2006, za Danielem Fridmanem, wspólnie z m.in. Siergiejem Owsiejewiczem i Wiaczesławem Ikonnikowem),
- dz. I m. w Grisolii (2007, wspólnie z Władimirem Ochotnikiem, Rainerem Buhmannem, Igorem Jefimowem i Nenadem Aleksiciem),
- dz. II m. w Giumri (2008, za Armanem Paszikjanem, wspólnie z Tamazem Gelaszwilim),
- dz. I m. w Salonikach (2009, wspólnie z Barisem Esenem).

Najwyższy ranking w dotychczasowej karierze osiągnął 1 stycznia 1999 r., z wynikiem 2543 punktów zajmował wówczas 7. miejsce wśród gruzińskich szachistów.